# Wrath of the Black Manta
Wrath of the Black Manta, i Japan släppt som Ninja Cop Saizou (忍者コップサイゾウ Ninja Koppu Saizō?), är ett plattformsactionspel till NES, utvecklat av AI och utgivet 1989 av Kyugo i Japan och senare av Taito i Nordamerika 1990 samt 1991 i Europa.
Spelaren skall styra en ninja som skall rädda kidnappade barn.

### Fotnoter
1. ↑  http://www.gamefaqs.com/nes/587787-wrath-of-the-black-manta/data
2. 1 2 3  ”Wrath of the Black Manta”. NES DB. 26 februari 1989. Arkiverad från originalet den 24 april 2014. https://web.archive.org/web/20140424010740/http://www.nesdb.se/game_more.php?id=1598&rid=1. Läst 23 april 2014.